# Louis-Nazaire Bégin
Louis-Nazaire Bégin, né le 10 janvier 1840 à Saint-Joseph-de-la-Pointe-Lévis et mort le 18 juillet 1925 à Québec, est un ecclésiastique québécois. Il est archevêque de Québec de 1898 jusqu'à sa mort.

## Biographie

### Jeunesse et formation
Louis-Nazaire Bégin est né le 10 janvier 1840 à Saint-Joseph-de-la-Pointe-Lévis, de nos jours Lévis, de Charles Bégin, cultivateur, et de Luce Paradis, cousine de l'évêque Ignace Bourget. Il est le sixième d'une famille de dix enfants,. En 1855, il fréquente l'école modèle de Lévis, puis, en 1856, le collège industriel de Saint-Michel
De 1857 à 1862, il étudie au Petit séminaire de Québec d'où il obtient un baccalauréat ès arts. Lors de sa graduation, il est le premier lauréat du prix du prince de Galles. De 1862 à 1863, il étudie au Grand séminaire de Québec. En 1863, il est envoyé, par le supérieur et recteur de l'Université Laval, Elzéar-Alexandre Taschereau, étudier au séminaire pontifical français de Rome.
Le 10 juin 1865, Louis-Nazaire Bégin est ordonné prêtre pour l'archidiocèse de Québec en la basilique Saint-Pierre au Vatican par le cardinal Costantino Patrizi Naro,,. En 1866, il obtient un doctorat en droit canonique. De 1866 à 1868, il continue sa formation à l'étranger. D'abord, il étudie à l'université d'Innsbruck en Autriche où il passe notamment des commandes de reproduction d'œuvre d'art pour le compte du séminaire de Québec. Par la suite, il séjourne durant quatre mois en Palestine et en Égypte où il collecte notamment des objets archéologiques pour le compte des musées de l'Université Laval.

### Professeur d'université
En juillet 1868, il retourne à Québec et commence aussitôt à enseigner la théologie dogmatique, l'écriture sainte et l'histoire ecclésiastique à l'Université Laval. En 1877, il devient préfet des études au petit séminaire de Québec.
En 1882, il est un membre fondateur de la Société royale du Canada au sein de la section consacrée à la littérature française, l'histoire et l'archéologie,. Également vers 1882, il entre à l'Académie d'Arcadie.
En janvier 1885, il est nommé principal de l'École normale Laval selon la propisition d'Elzéar-Alexandre Taschereau. Durant ce temps, il publie un manuel sur l'enseignement de l'histoire canadienne ainsi qu'un nouveau catéchisme, à la demande d'Elzéar-Alexandre Taschereau, utilisé de 1888 à 1951,.

### Évêque de Chicoutimi
À la suite de la mort de l'évêque de Chicoutimi, Dominique Racine le 28 janvier 1888, Elzéar-Alexandre Taschereau propose la nomination de Louis-Nazaire Bégin comme nouvel évêque de Chicoutimi. Cette proposition reçoit de l'opposition de la part du clergé local qui ne souhaite pas voir la nomination d'un étranger à la région.
Le 1er octobre 1888, il est nommé évêque de Chicoutimi par le pape Léon XIII. Le 21 octobre suivant, il est consacré évêque en la basilique-cathédrale Notre-Dame de Québec avec le cardinal Elzéar-Alexandre Taschereau, archevêque de Québec, comme principal consécrateur et les évêques Louis-François Richer Laflèche, évêque de Trois-Rivières, et Jean Langevin, évêque de Rimouski, comme co-consécrateurs,.
Dans un rapport envoyé au Saint-Siège daté du 22 février 1890, l'évêque Louis-Nazaire Bégin vante le fait que, au sein du diocèse de Chicoutimi, il n'y ait que des fidèles catholiques qui ne participent aux luttes politico-religieuses.

### Archevêque de Québec
Le 18 décembre 1891, il est nommé archevêque coadjuteur de l'archidiocèse de Québec et archevêque titulaire de Cyrène (de) par le pape Léon XIII. Du 3 septembre 1894 au 12 avril 1898, il est administrateur apostolique sede plena de l'archidiocèse de Québec,. Le 12 avril 1898, Louis-Nazaire Bégin est nommé archevêque métropolitain de Québec par le pape Léon XIII,.
Il joua un rôle précurseur dans la montée du syndicalisme catholique au Québec, notammeny en intervenant en 1900 dans un conflit opposant les travailleurs de la chaussure à leurs patrons, reconnaissant du même coup le syndicat catholique des ouvriers-cordonniers. En 1905, à l'occasion d'une visite de l'actrice Sarah Bernhardt, il demanda aux habitants de Québec de ne pas aller à la représentation théâtrale qu'elle devait présenter; les sièges vides ont choqué l’actrice habituée aux foules massives.[pertinence contestée] En 1907, il participe à la création du mouvement L'Action sociale catholique qui a pout mission d'encourager la création d'associations, de cercles d'études, de conférences, de congrès et de publications visant le progrès social catholique. En 1908, il devient président de la section consacrée à la littérature française, l'histoire et l'archéologie de la Société royale du Canada,. Il lutte contre l'exode rural et fonde des journaux catholiques dont L'Action catholique.[réf. nécessaire]

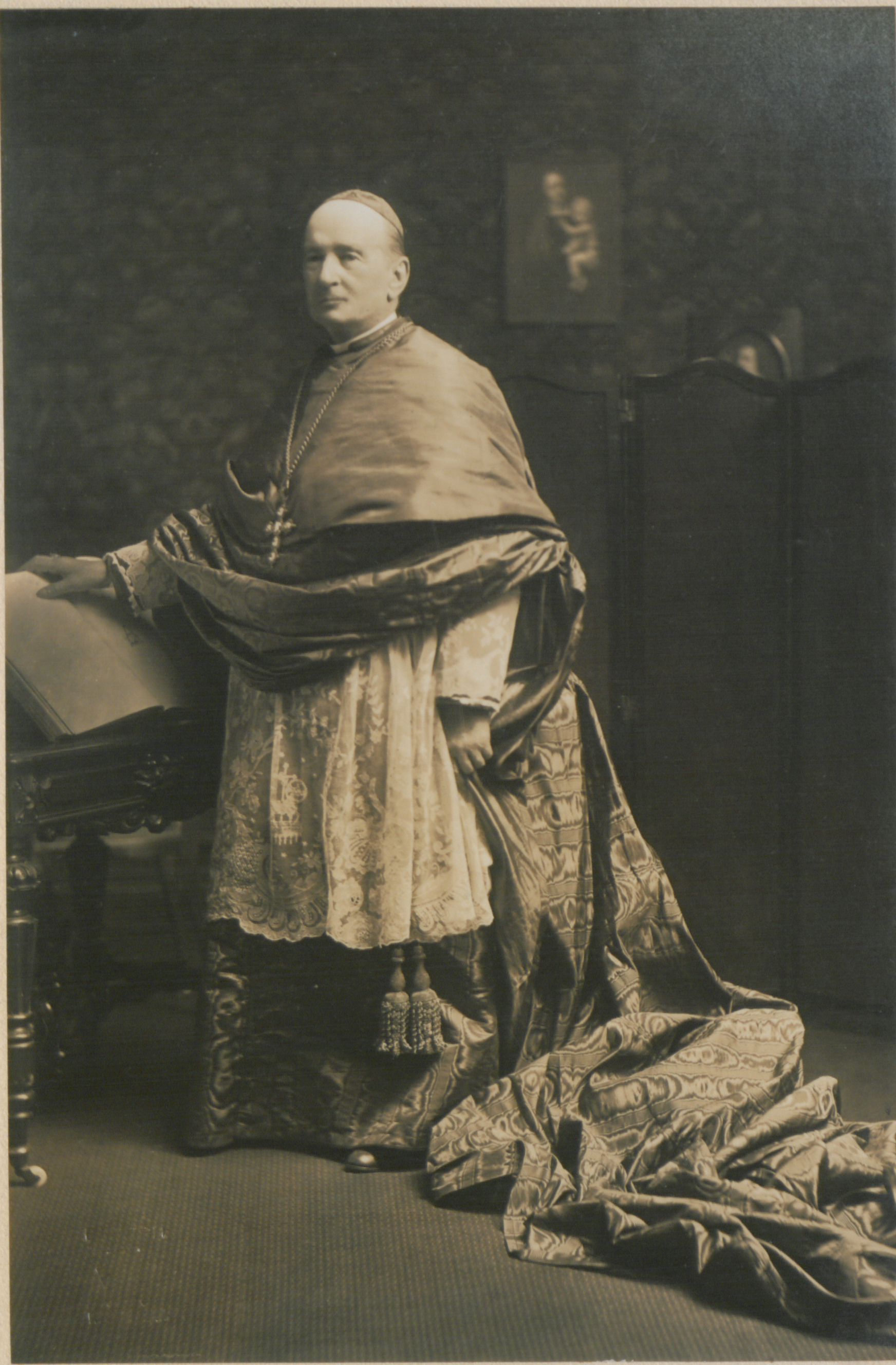
Portrait du cardinal Bégin en 1914

Le 25 mai 1914, il est créé cardinal par le pape Pie X. Le 28 mai suivant, il est nommé cardinal-prêtre de Saints Vital, Valérie, Gervais et Protais,. Lors de la Première guerre mondiale, il encourage la participation du Canada à la guerre pour démontrer la loyauté de l'Église au pouvoir britannique, mais désapprouve l'idée de la conscription. Il a joué un rôle important au sein du clergé québécois pendant plusieurs décennies, érigeant 60 nouvelles paroisses dans la province et accueillant à Québec une trentaine de communautés religieuses. Il a fortement encouragé la Société des missions étrangères de la province de Québec.
Il meurt le 18 juillet 1925 à Québec des suites d'une attaque de paralysie,,,. Le 25 juillet suivant ses funérailles sont célébrées de manière imposante en la basilique Notre-Dame de Montréal. Il est inhumé dans la crypte de la basilique-cathédrale Notre-Dame de Québec.

## Hommages
L'avenue du Cardinal-Bégin a été nommée en son honneur en 1917 dans la ville de Québec.

## Succession apostolique
Louis-Nazaire Bégin a ordonné les évêques suivants :
- Archevêque Paul Bruchési (1897)
- Évêque François-Xavier Cloutier (1899)
- Évêque Joseph-Simon-Herman Brunault (1899)
- Évêque Gustave Maria Blanche (en), C.I.M. (1905)
- Archevêque Paul-Eugène Roy (1908)
- Archevêque Olivier Elzéar Mathieu (1911)
- Évêque Patrice Alexandre Chiasson, C.I.M. (1917)
- Évêque Joseph-Romuald Léonard (1920)
- Évêque Joseph-Jean-Baptiste Hallé (1921)
- Évêque Julien-Marie Leventoux, C.I.M. (1922)